# Glavičani
Glavičani – wieś w Chorwacji, w żupanii sisacko-moslawińskiej, w gminie Dvor. W 2011 roku liczyła 19 mieszkańców.